# Alte Pfarrkirche Heilig Kreuz (Kiefersfelden)

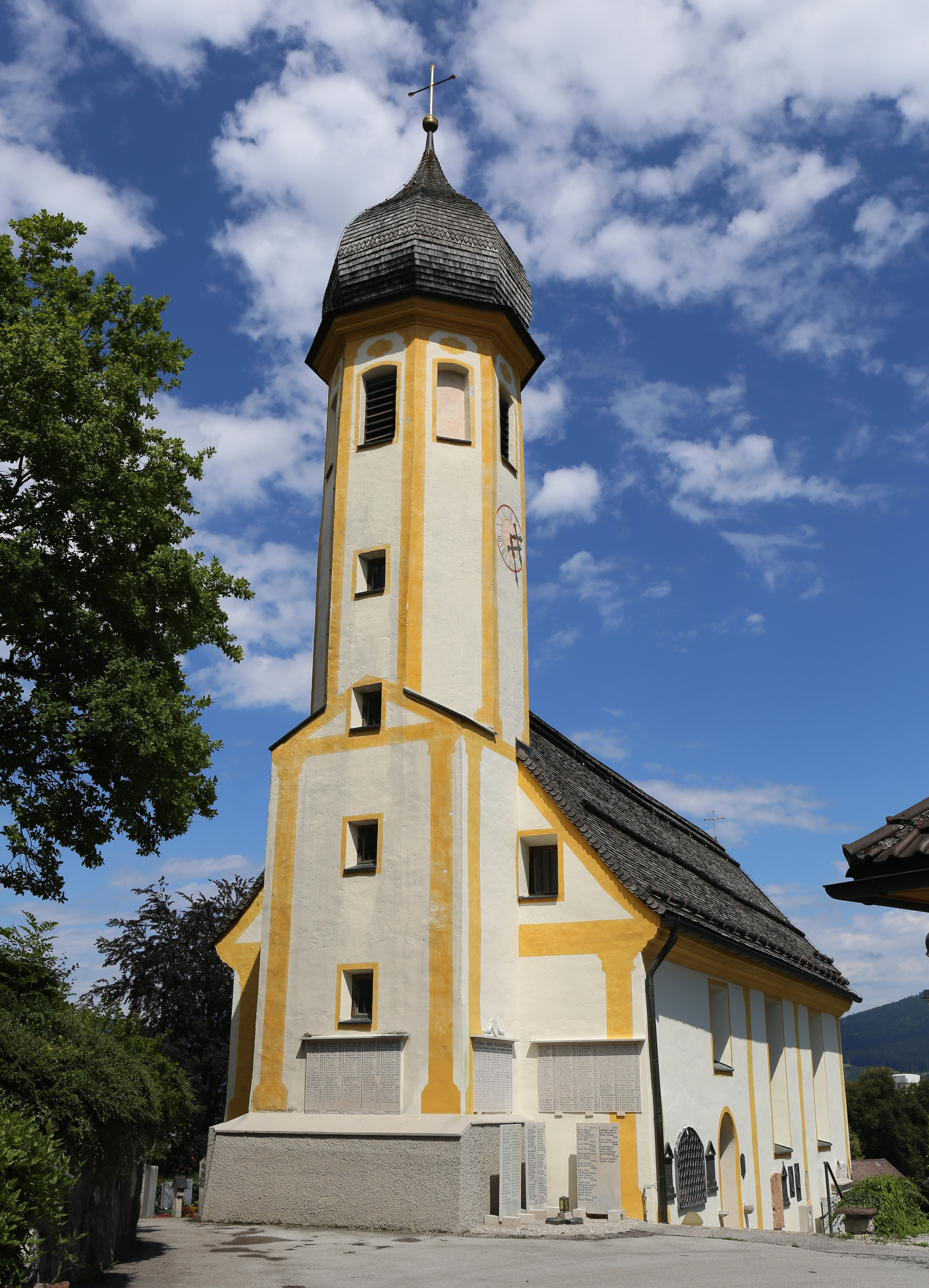
Alte Pfarrkirche Heilig Kreuz in Kiefersfelden

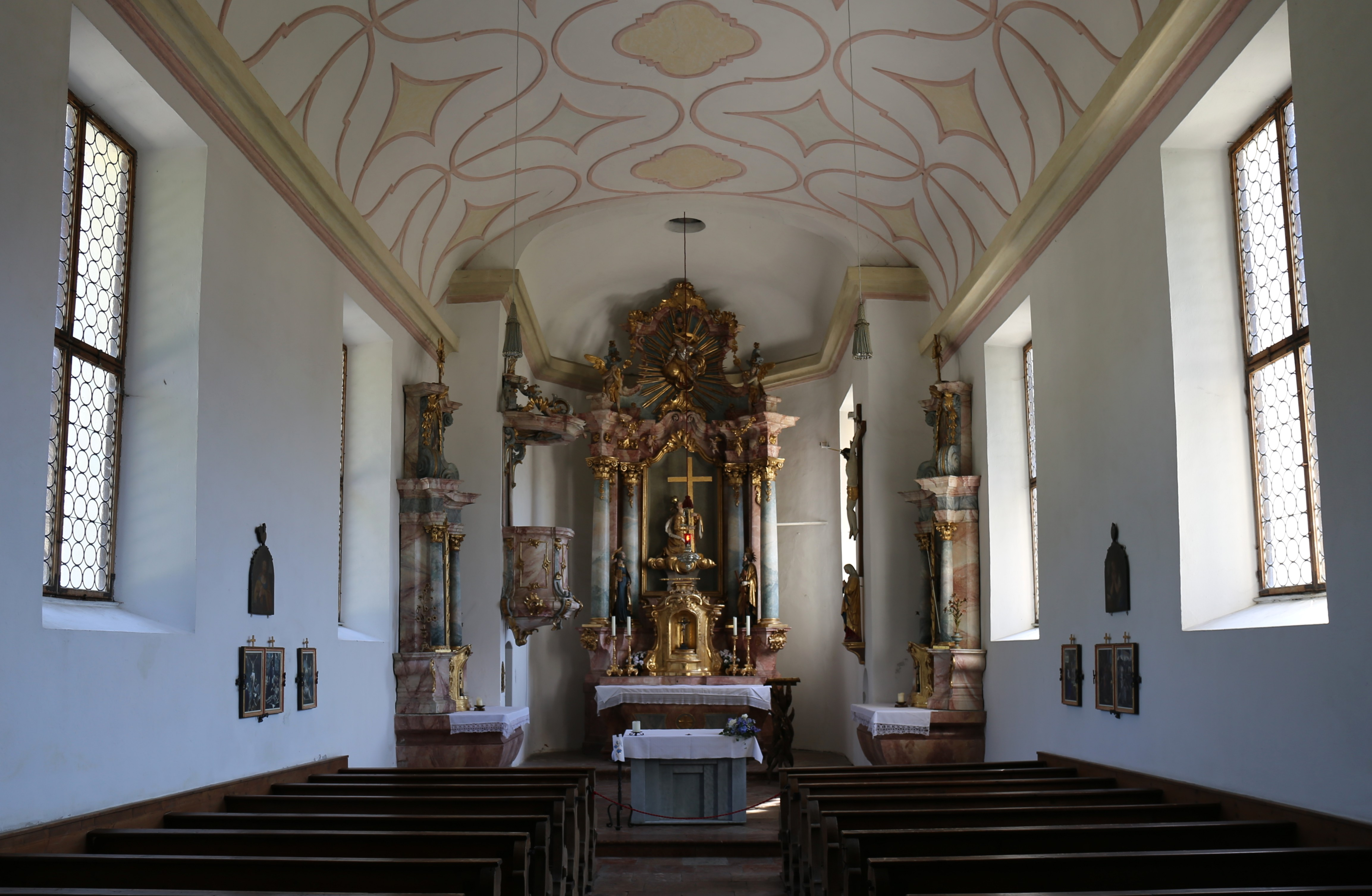
Innenansicht

Die römisch-katholische alte Pfarrkirche Heilig Kreuz steht auf dem Friedhof von Kiefersfelden, einer Gemeinde im oberbayerischen Landkreis Rosenheim. Das Bauwerk ist in der Liste der Baudenkmäler in Kiefersfelden als Baudenkmal unter der Nr. D-1-87-148-12 eingetragen. Die Kirche gehört zum Dekanat Rosenheim im Erzbistum München und Freising.

## Beschreibung
Die barocke Saalkirche wurde von 1685 bis 1690 unter Verwendung von Teilen des Vorgängerbaus errichtet und in den Jahren von 1731 bis 1733 umgestaltet. Sie besteht aus dem Langhaus, dem eingezogenen, dreiseitig geschlossenen Chor im Osten und dem Kirchturm im Westen, dessen achteckige Obergeschosse mit einer Zwiebelhaube abgeschlossen sind.
Der Hochaltar wurde 1763 von Franz Xaver Nißl gebaut.